# Кассіопея (рід)
Кассіопея, кассіопа (Cassiope) — рід квіткових рослин родини вересові (Ericaceae). Складається, за інформацією бази даних The Plant List, з 17 видів (з них один гібридний).
Свою наукову назву рід отримав на честь ефіопської цариці Кассіопеї — персонажа давньогрецької міфології. Таку назву вибрав ботанік Девід Дон, який 1834 року виділив вид Andromeda tetragona L. (зараз — Cassiope tetragona) разом з деякими іншими видами в окремий рід Cassiope, щоб підкреслити близьку спорідненість таксона з родом Andromeda (Кассіопея в міфології — мати Андромеди).

## Ботанічний опис
Низькорослі вічнозелені сланкі чагарнички заввишки 10-25 см.
Стебла тонкі, повзучі, гіллясті. Листки дрібні лускоподібні, ланцетні.
Квітки верхівкові або на бічних пазушних квітконіжках, поодинокі, білого або рожевого кольору, дзвоникоподібної форми. Період цвітіння — травень—червень.

## Поширення й екологія
Представники роду ростуть у регіонах з арктичним і альпійським кліматом Північної півкулі, зокрема в Гімалаях.
Ростуть на вологих, родючих, кислих ґрунтах. Світлолюбні.
На коренях, як і всі вересові, мають мікоризу.

## Види

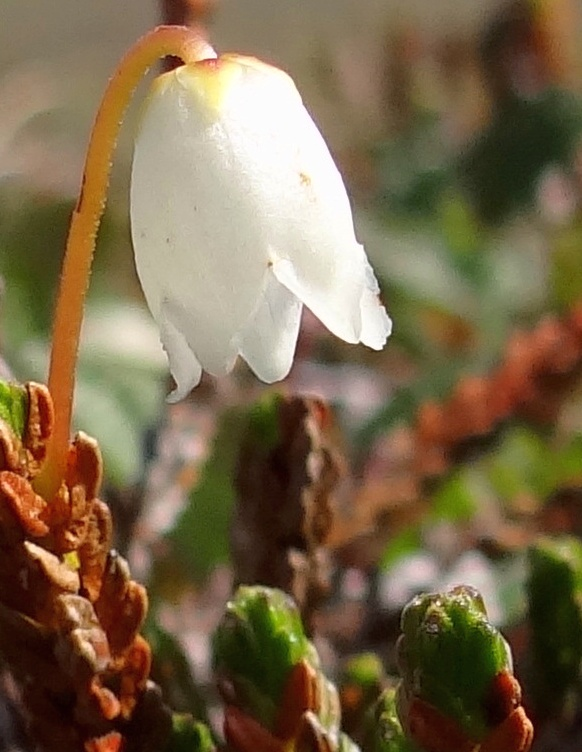
Кассіопея чотиригранна. Квітка зблизька. Північна Норвегія

Список видів за інформацією бази даних The Plant List із зазначенням ареалу для деяких із них:
- Cassiope abbreviata Hand.-Mazz.
- Cassiope ×anadyrensis Jurtzev — Кассіопея анадирська = [Cassiope ericoides (Pall.) D.Don × Cassiope tetragona]
- Cassiope argyrotricha T.Z.Hsu
- Cassiope ericoides (Pall.) D.Don — Кассіопея еріковидна
- Cassiope fastigiata (Wall.) D.Don — Кассіопея рівновисока. Гімалаї
- Cassiope fujianensis L.K.Ling & G.Hoo
- Cassiope lycopodioides (Pall.) D.Don — Кассіопея плауновидна. Аляска, північ Східної Азії
- Cassiope membranifolia R.C.Fang
- Cassiope mertensiana (Bong.) G.Don — Кассіопея Мертенса. Захід Північної Америки
- Cassiope myosuroides W.W.Sm.
- Cassiope nana T.Z.Hsu — Кассіопея карликова
- Cassiope palpebrata W.W.Sm.
- Cassiope pectinata Stapf
- Cassiope redowskii (Cham. & Schltdl.) G.Don — Кассіопея Редовського
- Cassiope selaginoides Hook.f. & Thomson
- Cassiope tetragona (L.) D.Don типовий — Кассіопея чотиригранна. Циркумполярне поширення
- Cassiope wardii Marquand